# 미마정 (도쿠시마현)
미마정(美馬町)은 도쿠시마현 미마시의 정이다. 2010년 10월 1일 현재 인구는 8,324명, 가구 수는 2,869가구이다.우편번호는 77771-2101-2107.
과거에 존재했던 미마군 미마정에 대해서도 항목을 참조하라

## 지리
미마시 북부에 위치.요시노 강 좌안에 위치하고 동쪽은 와키정, 남쪽은 미마군 쓰루기정, 서쪽은 가가와현 만노정·미요시시에 접한다.
지내 중앙을 국도 438호가 종단하고, 남부를 도쿠시마 현도 12호 나루토 이케다선이 횡단한다.
사누키 산맥의 최고봉인 유오산이 도쿠시마 현 경계에 있다.

## 오아자
정내에서는 어떠한 대자도 편성하지 않고, 그를 대신하여 과거의 지자체명에서 유래한 마을명을 편성하고 있다.그 때문에 헤이세이의 대합병 전에는, 자치체명의 바로 아래에 소문자가 늘어선 구조였다.
1957년 3월 31일의 자치체로서의 미마정이 성립 이전에는 구 고리 정역에 다이자 군리와 오이자 사토야마가 존재하고, 구 시게키요 촌역은 그 자체가 대자에 해당하는 계통이었으나 미마시 미마정이 성립후 모두 소멸되었다.

## 역사
- 1957년 3월 31일 - 고사토정, 시게키요촌이 합병해 성립하였다.
- 2005년 3월 1일 - 와키정, 아나부키정, 고야다이라촌과 합병해 미마시가 성립하였다. 동일 미마정은 폐지되었다.

## 교통

### 도로
- 국도 438호선